# Aliança Árabe-Israelense contra o Irã
A Aliança Árabe-Israelense contra o Irã  ou Coalizão Israelense-Sunita,  também conhecida como Aliança Israelense-Sunita é um grupo de coordenação não-oficial anti-iraniano no Oriente Médio, sustentado pelos Estados Unidos.  A coordenação ocorre à luz dos interesses mútuos de segurança regional de Israel e dos países árabes sunitas liderados pela Arábia Saudita, e seu impasse contra os interesses iranianos em todo o Oriente Médio - o conflito iraniano-israelita e o conflito iraniano-saudita. Os estados árabes que participam do grupo de coordenação são o núcleo do Conselho de Cooperação do Golfo. Esses incluem Arábia Saudita, Emirados Árabes Unidos e Omã.

## Formação
Acredita-se que as raízes da aliança tenham começado na década de 2000, devido à importância cada vez menor do conflito israelense-palestino como uma questão polarizante e tensões mútuas com o Irã. Até 2016, os membros do Conselho de Cooperação do Golfo buscaram fortalecer a cooperação econômica e de segurança com Israel, que está envolvido em seu próprio conflito de procuração com o Irã. 
A coalizão surgiu em 2017, em consequência do aquecimento dos laços entre Israel e as Monarquias do Golfo, e recebeu ampla atenção da mídia à luz da Conferência de Varsóvia de fevereiro de 2019.

## Membros
Além de Israel, os membros do grupo de coordenação incluem Barém, Arábia Saudita, Emirados Árabes Unidos e Omã. 